# Şivekar Sultan
Şivekar Sultan (1627 – 1647) byla sedmá haseki osmanského sultán Ibrahima.

## Život
Şivekar byla arménského původu. Podle některých historiků bylo jejím rodným jménem Şeker Pare. Původně se však jmenovala Maria a byla dcerou bohatého arménského obchodníka.
Şivekar Sultan byla baculatá žena. V roce 1644 vydal Ibrahim svým služebníkům rozkaz, aby našli nejtlustší ženu v Istanbulu. Na základě jeho rozkazu přivedli do paláce arménskou ženu z Üsküdaru. Ze Şivekar se ihned stala konkubína. Získala titul sedmé haseki. Měla velmi dobrý vztah s Cinci Hoca Pašou a Hümaşah Sultan.
Během posledních let vlády Ibrahima byla politicky velmi aktivní. Ibrahim trpěl mentální poruchou a Şivekar mu pomáhala během jeho záchvatů. Byla jednou z nejsilnějších konkubín, které Ibrahim měl. V roce 1646 mu porodila syna Cihangira, který však zemřel ještě jako kojenec.
Podle některých historiků byla Şivekar zodpovědná za mnoho vražd členů Ibrahimova harému. Vymyslela dokonce pomluvu, že jedna z jeho konkubín měla milostný poměr mimo palác. Ibrahim jí uvěřil, avšak nikdo mu nesdělil jméno konkrétní dívky. Rozhodl se tedy více než 280 konkubín zavázat do pytle a vhodit do Bosporu. Zůstaly tak pouze jeho haseki. Z Bosporu byla pouze jedna konkubína zachráněna náhodně projíždějící lodí. Kösem Sultan se velmi rozzuřila, když se o tomto činu dozvěděla. Pozvala Şivekar na večeři, během které ji otrávila jedem v nápoji. Ibrahimovi poté řekla, že zemřela přirozenou smrtí.
Şivekar během svého krátkého života sponzorovala několik nadací. Byla pohřbena v hrobce svého manžela Ibrahima v Hagia Sofii v Istanbulu.